# Film animowany

Przykład animacji cwałującego konia

Film animowany – film, w którym ujęcia są realizowane metodą zdjęć poklatkowych rejestrujących pojedyncze kadry z fazami akcji filmowej, w przeciwieństwie do filmu fabularnego (aktorskiego) i dokumentalnego, gdzie ujęcia są rejestrowane w kamerze w sposób ciągły. Film realizowany jedną z technik animacyjnych wykreowanych w historii artystycznej animacji, wśród których są: rysunkowa, lalkowa (stop-motion), wycinankowa, plastelinowa, pikselacja, pinscreen, poklatkowe łączenie obrazów z wielu kamer, rysowanie odręczne na klatkach filmu, techniki specjalne wykonywane metodą klatka po klatce. 
Zdjęcia poklatkowe, zarejestrowane na taśmie lub innym nośniku, dają w czasie projekcji filmu iluzję ruchomego obrazu.
Wyświetlenie tak otrzymanych obrazów daje na ekranie wrażenie ruchu – ludzki układ nerwowy interpretuje szybko wyświetlane obrazy jako płynny ruch.
Film animowany od strony artystycznej może mieć formę narracyjną, zawierać fabułę czyli poruszać problematykę specyficzną dla filmu aktorskiego, może też, z powodu braku ograniczeń wizualnych mieć formę abstrakcyjną. 

## Techniki animacji

Animacja krowy

Tańcząca para

Animowana flaga Polski

Animację można tworzyć przy użyciu różnych technik:
- rysunkowa – poszczególne klatki filmu powstają w formie rysunku na kartkach, kalkach lub na tzw. celuloidach mogą też być wykonywane przy użyciu odpowiednich programów komputerowych (2D).
- lalkowa (przedmiotowa, stop-motion) – w której otoczenie i postaci wykonuje się jako rzeczywiste przedmioty trójwymiarowe. Animowana postać posiada szkielet odpowiadający własnościom anatomicznym i umożliwiający stabilne ustawianie kolejnych faz ruchu. Na tej konstrukcji budowana jest odpowiadająca charakterystyce postaci forma „ciała”. Najczęściej szkielet jest konstrukcją metalową, a pozostałe elementy robi się z różnych materiałów naturalnych (bawełna, drewno) lub syntetycznych (gąbka, PVC, lateks, silikon). Film z udziałem lalek - np. kukiełek czy marionetek teatralnych, kręcony w czasie rzeczywistym nie jest uważany za film animowany[2].
- wycinankowa – przedmiotem animacji są wycięte kawałki papieru przedstawiające fazy ruchu. Podczas animacji zmiany wprowadzane do znajdującej się w poszczególnych klatkach kompozycji odpowiadają kolejnym fazom ruchu. Możliwe jest dokonanie animacji na warstwach, poprzez układanie na szybach elementów takich jak tło, ludzie, zwierzęta.
- plastelinowa – polegająca na modyfikacji poklatkowej postaci i wykonanego z materiałów plastycznych otoczenia; jest to jedna z form techniki lalkowej.
- animacja 3D – tworzona w technologii cyfrowej, komputerowej. Powstaje w programach do przetwarzania grafiki trójwymiarowej.
- animacja materiałów sypkich – przedmiotem animacji jest np. mąka, sól, cukier, piasek. Animacja polega na przesuwaniu i animowaniu takich właśnie materiałów.
- pikselacja – w tym typie animacji wykorzystuje się wcześniej sfotografowane przedmioty, zwierzęta lub postacie ludzkie w różnych fazach ruchu. Film Tango Zbigniewa Rybczyńskiego zrealizowany taką techniką w 1980 r. w Se-ma-forze w trzy lata później zdobył Oscara dla krótkometrażowego filmu animowanego.
- Animacja rotoskopowa – w niej wykorzystuje się uprzednio przygotowane filmy uzyskane przy użyciu kamer (najczęściej jest to ruch postaci ludzkich lub obiektów organicznych); następnie obraz jest przenoszony klatka po klatce na medium, w którym powstaje odpowiadający im film animowany.
- Rysowanie na klatkach filmu - bardzo pracochłonna technika noncamerowa stosowana między innymi przez polskiego animatora Juliana Antonisza – poprzez malowanie poszczególnych kadrów na taśmie filmowej bez użycia kamery. Tą metodą nakręcił kilka filmów. Rozgłos zdobył przede wszystkim Ostry film zaangażowany (1979)[3].
- techniki kombinowane i autorskie, w tym przypadku materiały wykorzystywane do tworzenia animacji mogą być bardzo zróżnicowane: od farby olejnej i malowania na szkle do animacji przedmiotowej. Główne założenie opiera się na łączeniu technik w celu uzyskania założonych przez twórcę efektów, niedostępnych w przypadku korzystania tylko z jednego z wcześniej zdefiniowanych typów animacji.
- motion capture – założenia towarzyszące technice rotoskopowej dały początek metodom rejestracji ruchu obiektów (zwłaszcza postaci ludzkich) w przestrzeni trójwymiarowej. Dane zbierane przy wykorzystaniu różnego rodzaju znaczników umożliwiających przestrzenną lokalizację punktów są wprowadzane do oprogramowania i wykorzystywane jako odniesienie dla ruchu animowanych postaci. Dzięki zastosowaniu tej techniki można uzyskać wysoki poziom realizmu filmu. Amerykańska Akademia Filmowa nie uznaje motion capture za technikę animacyjną[2].

### 12 zasad animacji
Jest to zbiór zasad opracowanych w studiach Walta Disneya w pierwszej połowie XX w. Zasady tworzenia animacji przedstawiło dwóch animatorów z wytwórni Disneya w 1981 roku. Ollie Johnston i Frank Thomas. Opublikowali je książce The Illusion of Life: Disney Animation.

Zgniatanie i rozciąganie: A) odbicie sztywnej piłki, B) piłka jest ściśnięta przy uderzeniu o podłoże i rozciągnięta po odbiciu. Ruch przyspiesza w procesie spadania i zwalnia przy wznoszeniu.

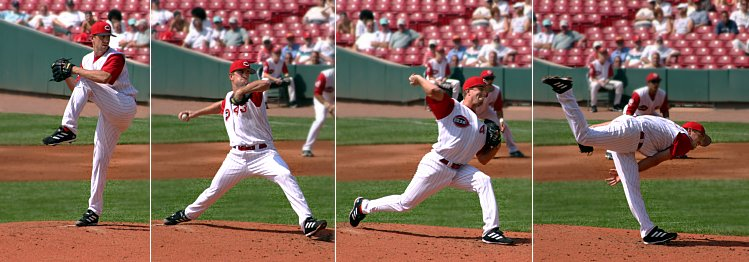
Wyprzedzanie: zawodnik przygotowuje się do rzutu

- zgniatanie i rozciąganie – Stosowana w celu przekazania dynamiki ruchu i zjawisk związanych z odkształceniem pod wpływem działania sił. Stosowana łącznie z zasadą „wyolbrzymienia”, może zostać zastosowana zarówno do prostych obiektów, jak np. odbijającej się piłki, ale też do skomplikowanych struktur, np. ludzkiej twarzy. W przypadku animacji zmierzającej do realizmu konieczne jest zachowanie stałej objętości obiektu podczas odkształceń. Mocne przewartościowanie tego środka prowadzi do efektu komizmu.
- wyprzedzanie – stosowane, by przygotować odbiorcę na ruch. Każde działanie poprzedzone jest przygotowaniem do niego – np. tancerka, żeby podskoczyć najpierw musi zgiąć nogi, golfista, żeby uderzyć w piłeczkę najpierw musi wykonać zamach kijem. Zasada ta może być pominięta wtedy, gdy widz spodziewa się jakiegoś zachowania – wtedy uzyskamy komediowy efekt zaskoczenia.
- inscenizacja – koresponduje z zasadą, której używa się w teatrze i filmie. Polega na skierowaniu wzroku widza w zamierzone miejsce i takie pokierowanie akcją, by dla odbiorcy stało się jasne, co w danym ujęciu jest najważniejsze. Doprowadzić do tego można poprzez odpowiednie umiejscowienie postaci, użycie światła lub cienia i odpowiednie ustawienie kamery.
- rysowanie progresywne lub według klatek kluczowych – to dwie metody uzyskania efektu ruchu. W metodzie progresywnej akcję przedstawiamy, rysując kolejne klatki jedna po drugiej, posuwając się od początku do końca. Metoda druga (od pozy do pozy), polega na wykonaniu klatek kluczowych, a następnie uzupełnieniu klatek między nimi. Metoda progresywna pozwala na uzyskanie bardziej dynamicznej iluzji ruchu i jest lepsza do przedstawienia realistycznych sekwencji, ale trudno jest w niej zachować odpowiednie proporcje i otrzymać dokładne, przekonujące pozy w trakcie całego ruchu. Metoda klatek kluczowych działa lepiej w dramatycznych lub emocjonalnych scenach, gdzie kompozycja i relacja z otoczeniem są ważniejsze niż sam ruch. W praktyce najczęściej łączy się obie te metody. Animacja komputerowa wyeliminowała wprawdzie problem proporcji w metodzie progresywnej, jednak metoda klatek kluczowych wciąż pozostaje w użyciu.
- nakładanie się i podążanie za akcją – te dwie ściśle związane ze sobą zasady pozwalają spotęgować wrażenie realizmu ruchu poprzez przemieszczenia zgodne z prawami fizyki. Podążanie za akcja można opisać jako (bezwładne) przemieszczania części postaci lub obiektu w kierunku działania siły pomimo zakończenia zasadniczego procesu przemieszczania. Nakładanie się akcji to użycie odpowiedniej relacji czasowej pomiędzy ruchem różnych elementów (np. ręka poruszy się w innym momencie niż głowa lub stopa). Trzecią zasadą jest ciągnięcie – odnoszące się faktu, że jeśli postać zaczyna się przemieszczać, elementy będące z nią w relacji potrzebują jeszcze kilku klatek, by podążyć za nią. Przykładem mogą być płaszcz lub włosy. Podobne zachowanie wykazują obiekty organiczne, w których istnieje zróżnicowanie pomiędzy przemieszczeniami konkretnych rejonów ciała w zależności od masy i występujących sił. Podobnie jak we wcześniejszych przypadkach, mocne przewartościowanie efektu prowadzi do komicznego rezultatu.
- rozpędzenie i zwolnienie – obiekty organiczne i większość przedmiotów potrzebuje czasu by rozpocząć ruch, lub się zatrzymać – trwa to tym dłużej, im większą masę, a więc i bezwładność ma dane ciało. Z tego powodu animacja wygląda bardziej realistycznie, jeśli zawiera więcej klatek przy początku i końcu ruchu niż w jego środku – kiedy jest najszybszy. Zasada odnosi się zarówno do obiektów w ruchu między dwoma ekstremalnie różnymi pozami (np. wstający człowiek), jak i do będących już w ruchu (np. wspomniana wcześniej odbijająca się piłka).
- łuki – w procesie animacji powinniśmy uwzględnić, że ruchy obiektów organicznych zazwyczaj odbywają się po trajektorii łuku. Podkreślenie tego aspektu w animacji powoduje zwiększenie poczucia realizmu. Należy pamiętać, że przemieszczenia maszyn i urządzeń charakteryzują się niższą złożonością i odbywają się zazwyczaj jako ruch prostoliniowy.
- akcja drugoplanowa – dodanie drugoplanowej animacji urealnia ruch i uwydatnia główne elementy animacji. Osoba spacerująca oprócz poruszania ramionami może gwizdać, rozmawiać z inną osobą lub zmieniać wyraz twarzy. Przy dodawaniu tego rodzaju ruchu ważne jest, by za jego pomocą raczej podkreślić ruch główny niż oderwać od niego uwagę. Ruchy mimiczne podczas dramatycznych ruchów ciała zazwyczaj pozostają niezauważone – lepiej jest dodać taki dodatkowy ruch na początku lub na końcu ruchu głównego.
- taktowanie – odnosi się do czasu w pojęciu fizycznym i teatralnym. Czas ruchu musi odnosić się zarówno do praw fizyki, jak i do historii opowiadanej przez animację. Jeśli nie mamy do czynienia z przypadkiem szczególnym, zamierzonym przez twórcę w celu osiągnięcia odpowiedniego efektu, taktowanie jest poprawne wtedy, gdy obiekty pojawiają się zgodnie z prawami fizyki – np. masa określa prędkość i wpływ obiektu na pozostałe elementy sceny. Teatralne taktowanie jest związane raczej z doświadczeniami wyniesionymi z tej dziedziny sztuki. Polega na odpowiednim wyważeniu czasu ruchu, który prowadzi do komicznych lub dramatycznych efektów.
- wyolbrzymienie – konwencja stosowana w animacji, zgodnie z którą atrakcyjne dla widza jest przedstawianie przejaskrawionych ruchów. Klasyczna, sformułowana przez Disneya, zasada przejaskrawienia, nakazywała pozostawiać prawdę w realności, po prostu pokazując ją w szerszej, bardziej ekstremalnej formie. Inne formy przejaskrawienia dopuszczają surrealizm, hiperrealizm i zróżnicowanie w cechach fizycznych danego bohatera.
- rysunek przestrzenny – zasada rysunku przestrzennego odnosi się do uwzględniania trójwymiarowości przedstawianych obiektów, co wymaga od rysownika znajomości podstaw ludzkiej anatomii, kompozycji i umiejętności posługiwania się światłocieniem. W klasycznej animacji sprowadza się to do studium aktu i rysunków z natury. Należy pamiętać o proporcjach i odpowiednich kształtach obiektów w różnych fazach ruchu.
- urok – coś, co w animacji odpowiada charyzmie aktora. Postać, która pojawia się na ekranie nie musi być sympatyczna – ważne jest, by odbiorca czuł, że postać jest prawdziwa i interesująca[4].

## Historia

### Na świecie
Najwcześniejsze znane przykłady prób przedstawienia ruchu w sztuce zostały zidentyfikowane w paleolitycznych rysunkach naskalnych. Widoczne tam obrazy zwierząt posiadają zwielokrotnione
kończyny (nałożone na siebie), co wskazuje na intencje artysty i jego zamiar wzbudzenia percepcji ruchu. Innym przykładem pierwszych zarejestrowanych dążeń do przedstawienia ekspresji ruchu są ornamenty umieszczone na ceramicznych naczyniach (artefakty pochodzą sprzed 5200 lat) znalezionych w Shahr-e Sukhteh (Iran). W sztuce starożytnego Egiptu (sprzed 4000 lat) odnajdywane są przykłady umieszczania sekwencji zdarzeń (zapasy), w których układ zdecydowanie sugeruje bezpośrednie następstwo. Prezentacja kolejnych faz ruchu obiektu jest obecna w rysunkach Leonarda da Vinci.
W okresie poprzedzającym powszechną dostępność taśmy filmowej istniały urządzenia pozwalające na odtwarzanie krótkich animowanych sekwencji. Należały do nich fenakistiskop (oparty na wykorzystaniu rotacji dysku z rysunkami), zoetrop (gdzie rysunki były umieszczone na powierzchni obracającego się cylindra) oraz praksinoskop, będący rozbudowaną wersją zoetropu. Innym powszechnie stosowanym rozwiązaniem jest kineograf (ang. flipbook), gdzie do odtworzenia animacji wymagana jest bezpośrednia akcja oglądającego (w postaci czynności szybkiego wertowania książki zawierającej kolejne obrazy).
Początki nowożytnego filmu animowanego w powszechnym znaczeniu sięgają końca XIX i początku XX wieku. Po wynalezieniu metody zdjęć poklatkowych w 1906 roku wyprodukowano pierwszy film animowany zapisany na taśmie filmowej – Humorous Phases of Funny Faces. Po przełomie dźwiękowym prężnie rozwijała się również amerykańska sztuka animacji, reprezentowana przede wszystkim przez wytwórnię Walta Disneya (Parowiec WIllie, 1928), filmy Maxa Fleischera, a także pracujących dla Warner Bros. Texa Avery’ego (Gorący Czerwony Kapturek, 1942) oraz Chucka Jonesa (Duck Amuck, 1953). Z czasem konkurencją telewizyjną dla Warnera i Disneya stała się wytwórnia Hanna-Barbera, znana między innymi z serialu Flintstonowie (1960–1966).
Rozwój trójwymiarowej grafiki komputerowej w latach 70. i 80. XX wieku umożliwił pojawienie się filmów animowanych produkowanych z wykorzystaniem tej technologii. Większość najpopularniejszych tego typu filmów pochodzi ze Stanów Zjednoczonych. Pierwszym pełnometrażowym filmem animowanym trójwymiarowym był Toy Story (1995, reż. John Lasseter) wyprodukowany przez wytwórnię Pixar. Istotną rolę odgrywa także studio DreamWorks (Shrek, 2001). Na świecie od lat 70. istnieją stacje telewizyjne dla dzieci emitujące w większości kreskówki (w tym własne produkcje), np. Cartoon Network, Nickelodeon czy Disney Channel, które należą do najpopularniejszych, najstarszych i najbardziej ze sobą rywalizujących.
Poza filmami animowanymi skierowanymi do masowego odbiorcy produkowane są animacje niekonwencjonalne, mogące wprowadzać elementy zaczerpnięte z tzw. sztuki wysokiej, jak np. odwołania do istniejących kierunków w malarstwie – surrealizmu, kubizmu, superrealizmu itp. Przykładem może być powstała w 2003 roku i nagrodzona w Cannes surrealistyczna długometrażowa animacja dla dorosłych Trio z Belleville (2003) pomysłu Sylvaina Chometa. Rozgłos poza kręgiem zachodnioeuropejskim zdobyła również japońska sztuka animacji (anime), reprezentowana między innymi przez Hayao Miyazakiego (Mój sąsiad Totoro, 1987), Isao Takahatę (Grobowiec świetlików, 1990), Katsuhiro Ōtomo (Akira, 1990), Masamunego Shirowa (Ghost in the Shell, 1995), Hideakiego Anno (Neon Genesis Evangelion, 1995). Animowanym filmem lalkowym zajmują się artyści z Wielkiej Brytanii – reżyser Nick Park i studio filmowe Aardman (film Uciekające kurczaki, 2000).

### W Polsce
Historia polskiej animacji sięga Władysława Starewicza, który jeszcze pod zaborem rosyjskim nakręcił Zemstę kinooperatora (1912), poklatkową parodię ówczesnych melodramatów rosyjskich z udziałem chrząszczy. Do innych animatorów z tamtych czasów można również zaliczyć Feliksa Kuczkowskiego który zaczął tworzyć animacje w 1916 i 1917 roku (najbardziej znanymi przykładami jest "Flirt krzesełek" oraz "Luneta ma dwa końce").
Pierwsze animacje w Polsce zaczęły powstawać już w dwudziestoleciu międzywojennym, jednak z powodu słabych warunków do pracy najczęściej decydowano się na tworzenie animowanych filmów reklamowych. Animatorzy z tamtego okresu to np. Włodzimierz Kowańko, Stanisław Dobrzyński, Zenon Wasilewski, Karol Marczak, Marta Marczak oraz Jan Jarosz.
Po II wojnie światowej w polskim studiu Se-ma-for w Łodzi powstawały filmy we wszelkich technikach animacji – lalkowej, rysunkowej, plastelinowej, wycinankowej i kombinowanej – w tym seriale dla dzieci z Misiem Colargolem i Misiem Uszatkiem w rolach głównych. Równie zasłużone polskie studio to Studio Filmów Rysunkowych w Bielsku-Białej, specjalizujące się w produkcji dla dzieci, gdzie powstał najpopularniejszy polski serial animowany Bolek i Lolek i Reksio; Studio Miniatur Filmowych w Warszawie, gdzie powstały Dziwne przygody Koziołka Matołka; wreszcie Studio Filmów Animowanych w Krakowie, z autorską animacją dla dorosłych. Działa też TV Studio Filmów Animowanych Sp. z o.o. w Poznaniu, w którym powstają w większości filmy dla dzieci w różnych technikach animacyjnych, w tym m.in. cykl filmowy Czternaście bajek z Królestwa Lailonii Leszka Kołakowskiego, na podstawie książki tytułowego filozofa.
Do najważniejszych reżyserów filmów animowanych w Polsce należą: Walerian Borowczyk (Dom, 1958), Jan Lenica (Labirynt, 1962), Kazimierz Urbański (Igraszki, 1962), Władysław Nehrebecki (Bolek i Lolek, 1963–1978), Witold Giersz (Czerwone i czarne, 1963), Julian „Antonisz” Antoniszczak (Jak działa jamniczek, 1973), Jerzy Kucia (Refleksy, 1977), Daniel Szczechura (Podróż, 1978, Fotel, 1963), Ryszard Czekała (Apel, 1978), Krzysztof Kiwerski (Awaria, 1979), Zbigniew Rybczyński (Tango, 1980), Zbigniew Kotecki (Zdarzenie, 1987), Piotr Dumała (Franz Kafka, 1991), Marek Skrobecki (D.I.M., 1992, Ichthys, 2008), Tomasz Bagiński (Katedra, 2002), , Mariusz Wilczyński (Zabij to i wyjedź z tego miasta, 2019).
Największym w Polsce festiwalem filmu animowanego jest Animator, odbywający się w Poznaniu.